# Пітер Нікколз
Пітер Нікколз (англ. Peter Nicholls) (8 березня 1939 — 6 березня 2018) — австралійський літературознавець та критик. Він є автором і співредактором Енциклопедії наукової фантастики разом із Джоном Клютом.

## Біографія
Він народився в Мельбурні, штат Вікторія у 1939 році. З 1968 по 1988 рік був емігрантом, спочатку в США, а потім у Великій Британії.
Рання кар'єра Ніколлза, як літературного академіка, розпочалася з Університету Мельбурна. Він вперше поїхав до США у 1968 році на стипендію Гаркнесса, і його значний внесок у наукову фантастику та критику розпочався у 1971 році, коли він став першим адміністратором Фонду наукової фантастики (Велика Британія), який він займав до 1977 року. Він був редактором свого журналу «Фонд: Огляд наукової фантастики» з 1974 по 1978 рік.
У 1979 році Ніколлз редагував Енциклопедію наукової фантастики, а Джон Клют був асоційованим редактором. У той час енциклопедія була широко сприйнята як найповніший і найвитонченіший критичний огляд усієї наукової фантастики, яку коли-небудь друкували. Він виграв 1980 р. Премію «Г'юго» в номінації «Книга наукових фантастик». Повністю переглянутий, оновлений та значно розширений варіант «Енциклопедії», який спільно з Клютом, був опублікований у 1993 році й виграв у 1994 році премію «Г'юго» в тій же категорії. Подальше оновлення роботи з переглядами та виправленнями пізніше було видано у форматі CD-ROM. Третє видання, разом із Клютом та Дейвідом Ленгфордом, було випущено в Інтернеті як бета-текст у жовтні 2011 року.
Інші основні публікації Ніколлза включають таке: Science Fiction at Large (1976; перевидана в 1978 році під назвою «Вивчення чудесного»), набір есе під редакцією Ніколлза з симпозіуму 1975 року; Наука в науковій літературі (1983) під редакцією Ніколлза і написана ним з Дейвідом Ленгфордом і Браєном М. Стейблфордом; і Фантастичний кінематограф (1984, опублікований в США як Світ фантастичних фільмів).
Ніколлз — батько п'яти дітей. Його дочка — автор і редактор Софі Каннінгем. Він живе в Мельбурні з дружиною Клер Коуні.